# Герцог Альхете

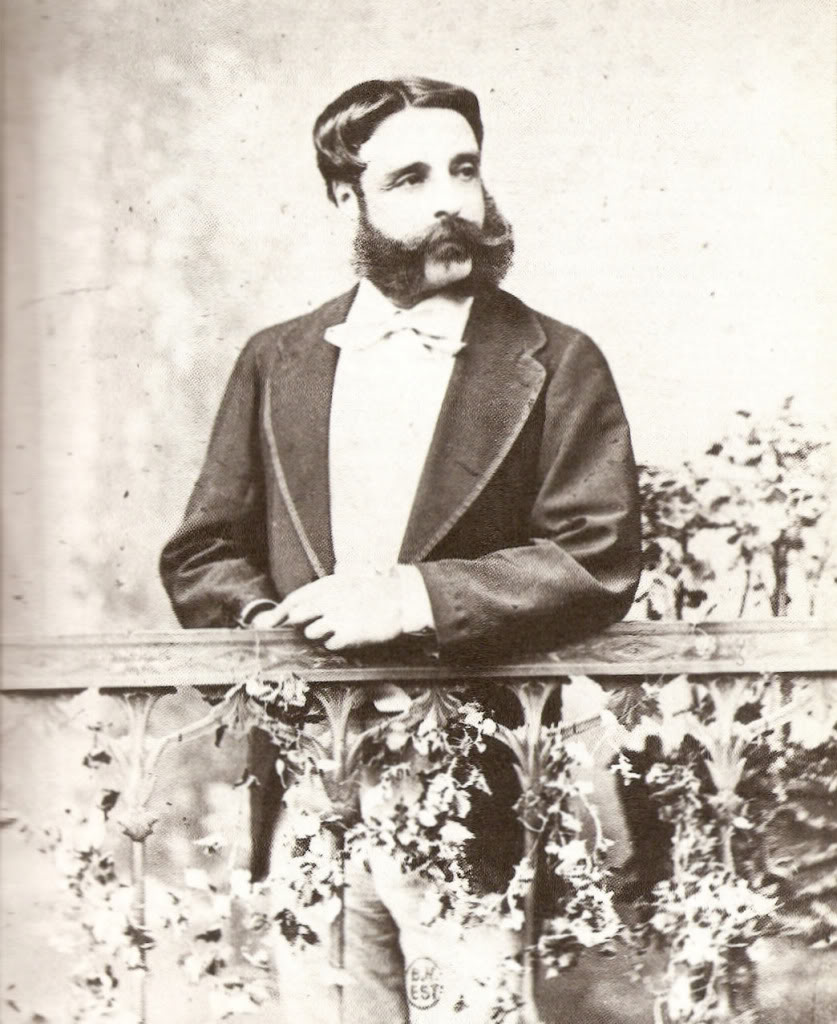
Дон Хосе Осорио и Сильва, 16-й герцог де Альбуркерке, 5-й герцог де Альхете, 8-й герцог де Сесто (1825—1909)

Герцог де Альхете (исп. Duque de Algete) — испанский дворянский титул. Он был создан 9 декабря 1728 года королем Филиппом V для Кристобаля де Москосо и Монтемайора, 1-го графа де Торрес-де-Алькоррин, 1-го маркиза де Кульеры, капитана королевской армии и вице-короля Наварры.
Название герцогского титула происходит от названия города Альхете, провинция Мадрид, автономное сообщество Мадрид. Нанешний владелец титула Хуан Мигель Осорио и Бертран де Лис, 9-й герцог де Альхете.

## Герцоги де Альхете
- Кристобаль де Москосо и Монтемайор, 1-й герцог де Альхете (ок. 1660 — 27 января 1719), сын Хуана де Москосо и Арресеса и Беатрис де Эслава и Зайас
- Алонсо де Зайас и Москосо, 2-й герцог де Альхете (ок. 1720—1798), сын Алонсо де Зайаса Гусмана и Марии де Москосо и Галиндо
- Мария де лас Мерседес де Зайас Бенавидес Мануэль де Ландо и Тельес-Хирон, 4-я графиня де Санта-Крус де лос Мануэлес, 3-я герцогиня де Альхете (6 декабря 1767 — 26 января 1848), единственная дочь Кристобаля де Зайаса и Мануэля де Ландо, 3-го маркиза де Кульеры (1749—1768), и Марии де ла Портериа де Бенавидес и Пачеко (1748—1798), внучка предыдущего
- Николас Осорио-и-Сайяс, 4-й герцог де Альхете (13 февраля 1799 — 31 января 1866), сын Мануэла Мигеля Осорио и Спинолы, 7-го герцога де Сесто (1757—1813), и Марии де лас Мерседес де Зайас Бенавидес д Ландо и Тельес-Хирон, 4-й графини де Санта-Крус де лос Мануэлес (1767—1848)
- Хосе Осорио и Сильва, 5-й герцог де Альхете (4 апреля 1825 — 30 декабря 1909), старший сын предыдущего и Инес Франсиски де Сильва-Базан и Тельес-Хирон (1806-
- Мария Кристина Осорио и Мартос, 6-я герцогиня де Альхете (16 июня 1897 — 26 января 1975), придворная дама королевы Виктории Евгении Баттенбергской. Дочь Хосе Рамона Гила Франсиско де Борха Николаса Осорио и Эредия, 10-го графа де ла Корсана (1854—1919), и Нарцисы Мартос Арискун (1856-?). Она вышла замуж за Хосе Мария Фернандес де Вильявисенсио и Крука, 15-го маркиза де Вальесеррато, 10-го маркиза де Кастрильо.
- Хосе Фернандес де Вильявисенсио и Осорио, 7-й герцог де Альхете, 16-й маркиз де Вальесеррато, 11-й маркиз де Кастрильо, 2-й маркиз де Франкофорте (род. 5 сентября 1919), сын Хосе Марии Фернандеса де Вильявисенсио и Крук, 15-го маркиза де Вальесеррато (1890—1980), и Марии Кристины Осорио и Мартос, 6-й герцогини де Альхете (1897—1975)
- Бельтран Альфонсо Осорио, 8-й герцог де Альхете (15 декабря 1918 — 18 февраля 1994), старший сын Мигеля Осорио и Мартоса, 19-го герцога де Альбуркерке (1886—1942), и Инес Диас де Рибера и Фигероа
- Хуан Мигель Осорио и Бертран де Лис, 9-й герцог де Альхете (род. 7 ноября 1958), единственный сын предыдущего от первого брака.

## Генеалогическая таблица
|                                                                            |                                                                            |                                                                            |                                                                            |                                                                            |                                                                            |  |  | Кристобаль де Москосо и Монтемайор, 1-й герцог де Альхете (1660-1749)                       |                                                                                   |                                                                                   |                                                                                   |                                                                                   |                                                                                   |  |  | | | | | | |  |  |  |  |  |  |  |  |  |  |
|                                                                            |                                                                            |                                                                            |                                                                            |                                                                            |                                                                            |  |  |                                                                                             |                                                                                   |                                                                                   |                                                                                   |                                                                                   |                                                                                   |  |  | | | | | | |  |  |  |  |  |  |  |  |  |  |
|                                                                            |                                                                            |                                                                            |                                                                            |                                                                            |                                                                            |  |  | Мария де Москосо Монтемайор                                                                 |                                                                                   |                                                                                   |                                                                                   |                                                                                   |                                                                                   |  |  | | | | | | |  |  |  |  |  |  |  |  |  |  |
|                                                                            |                                                                            |                                                                            |                                                                            |                                                                            |                                                                            |  |  |                                                                                             |                                                                                   |                                                                                   |                                                                                   |                                                                                   |                                                                                   |  |  | | | | | | |  |  |  |  |  |  |  |  |  |  |
|                                                                            |                                                                            |                                                                            |                                                                            |                                                                            |                                                                            |  |  | Алонсо де Зайас, 2-й герцог де Альхете (1720–1798)                                          |                                                                                   |                                                                                   |                                                                                   |                                                                                   |                                                                                   |  |  | | | | | | |  |  |  |  |  |  |  |  |  |  |
|                                                                            |                                                                            |                                                                            |                                                                            |                                                                            |                                                                            |  |  |                                                                                             |                                                                                   |                                                                                   |                                                                                   |                                                                                   |                                                                                   |  |  | | | | | | |  |  |  |  |  |  |  |  |  |  |
|                                                                            |                                                                            |                                                                            |                                                                            |                                                                            |                                                                            |  |  | Кристобаль де Зайас, 3-й маркиз де Кульера (1749–1768)                                      |                                                                                   |                                                                                   |                                                                                   |                                                                                   |                                                                                   |  |  | | | | | | |  |  |  |  |  |  |  |  |  |  |
|                                                                            |                                                                            |                                                                            |                                                                            |                                                                            |                                                                            |  |  |                                                                                             |                                                                                   |                                                                                   |                                                                                   |                                                                                   |                                                                                   |  |  | | | | | | |  |  |  |  |  |  |  |  |  |  |
|                                                                            |                                                                            |                                                                            |                                                                            |                                                                            |                                                                            |  |  | Мария де ла Мерседес де Зайас, маркиза де Альканьисес, 3-я герцогиня де Альхете (1767–1848) |                                                                                   |                                                                                   |                                                                                   |                                                                                   |                                                                                   |  |  | | | | | | |  |  |  |  |  |  |  |  |  |  |
|                                                                            |                                                                            |                                                                            |                                                                            |                                                                            |                                                                            |  |  |                                                                                             |                                                                                   |                                                                                   |                                                                                   |                                                                                   |                                                                                   |  |  | | | | | | |  |  |  |  |  |  |  |  |  |  |
|                                                                            |                                                                            |                                                                            |                                                                            |                                                                            |                                                                            |  |  | Николас Осорио, 16-й маркиз де Альканьисес, 4-й герцог де Альхете (1799–1866)               |                                                                                   |                                                                                   |                                                                                   |                                                                                   |                                                                                   |  |  | | | | | | |  |  |  |  |  |  |  |  |  |  |
|                                                                            |                                                                            |                                                                            |                                                                            |                                                                            |                                                                            |  |  |                                                                                             |                                                                                   |                                                                                   |                                                                                   |                                                                                   |                                                                                   |  |  | | | | | | |  |  |  |  |  |  |  |  |  |  |
|                                                                            |                                                                            |                                                                            |                                                                            |                                                                            |                                                                            |  |  |                                                                                             |                                                                                   |                                                                                   |                                                                                   |                                                                                   |                                                                                   |  |  | | | | | | |  |  |  |  |  |  |  |  |  |  |
| Хосе Осорио, 17-й маркиз де Альканьисес, 5-й герцог де Альхете (1825–1909) | Хосе Осорио, 17-й маркиз де Альканьисес, 5-й герцог де Альхете (1825–1909) | Хосе Осорио, 17-й маркиз де Альканьисес, 5-й герцог де Альхете (1825–1909) | Хосе Осорио, 17-й маркиз де Альканьисес, 5-й герцог де Альхете (1825–1909) | Хосе Осорио, 17-й маркиз де Альканьисес, 5-й герцог де Альхете (1825–1909) | Хосе Осорио, 17-й маркиз де Альканьисес, 5-й герцог де Альхете (1825–1909) |  |  | Хоакин Осорио, маркиз де лос Ареналес (1826–1857)                                           | Хоакин Осорио, маркиз де лос Ареналес (1826–1857)                                 | Хоакин Осорио, маркиз де лос Ареналес (1826–1857)                                 | Хоакин Осорио, маркиз де лос Ареналес (1826–1857)                                 | Хоакин Осорио, маркиз де лос Ареналес (1826–1857)                                 | Хоакин Осорио, маркиз де лос Ареналес (1826–1857)                                 |  |  | | | | | | |  |  |  |  |  |  |  |  |  |  |
| Хосе Осорио, 17-й маркиз де Альканьисес, 5-й герцог де Альхете (1825–1909) | Хосе Осорио, 17-й маркиз де Альканьисес, 5-й герцог де Альхете (1825–1909) | Хосе Осорио, 17-й маркиз де Альканьисес, 5-й герцог де Альхете (1825–1909) | Хосе Осорио, 17-й маркиз де Альканьисес, 5-й герцог де Альхете (1825–1909) | Хосе Осорио, 17-й маркиз де Альканьисес, 5-й герцог де Альхете (1825–1909) | Хосе Осорио, 17-й маркиз де Альканьисес, 5-й герцог де Альхете (1825–1909) |  |  | Хоакин Осорио, маркиз де лос Ареналес (1826–1857)                                           | Хоакин Осорио, маркиз де лос Ареналес (1826–1857)                                 | Хоакин Осорио, маркиз де лос Ареналес (1826–1857)                                 | Хоакин Осорио, маркиз де лос Ареналес (1826–1857)                                 | Хоакин Осорио, маркиз де лос Ареналес (1826–1857)                                 | Хоакин Осорио, маркиз де лос Ареналес (1826–1857)                                 |  |  | | | | | | |  |  |  |  |  |  |  |  |  |  |
|                                                                            |                                                                            |                                                                            |                                                                            |                                                                            |                                                                            |  |  |                                                                                             |                                                                                   |                                                                                   |                                                                                   |                                                                                   |                                                                                   |  |  | | | | | | |  |  |  |  |  |  |  |  |  |  |
|                                                                            |                                                                            |                                                                            |                                                                            |                                                                            |                                                                            |  |  | Мигель Осорио, 17-й герцог де Альбуркерке (1886–1942)                                       | Мигель Осорио, 17-й герцог де Альбуркерке (1886–1942)                             | Мигель Осорио, 17-й герцог де Альбуркерке (1886–1942)                             | Мигель Осорио, 17-й герцог де Альбуркерке (1886–1942)                             | Мигель Осорио, 17-й герцог де Альбуркерке (1886–1942)                             | Мигель Осорио, 17-й герцог де Альбуркерке (1886–1942)                             |  |  | Мария Кристина Осорио, 6-я герцогиня де Альхете (1897–1975)                                                       | Мария Кристина Осорио, 6-я герцогиня де Альхете (1897–1975)                                                       | Мария Кристина Осорио, 6-я герцогиня де Альхете (1897–1975)                                                       | Мария Кристина Осорио, 6-я герцогиня де Альхете (1897–1975)                                                       | Мария Кристина Осорио, 6-я герцогиня де Альхете (1897–1975)                                                       | Мария Кристина Осорио, 6-я герцогиня де Альхете (1897–1975)                                                       |  |  |  |  |  |  |  |  |  |  |
|                                                                            |                                                                            |                                                                            |                                                                            |                                                                            |                                                                            |  |  | Мигель Осорио, 17-й герцог де Альбуркерке (1886–1942)                                       | Мигель Осорио, 17-й герцог де Альбуркерке (1886–1942)                             | Мигель Осорио, 17-й герцог де Альбуркерке (1886–1942)                             | Мигель Осорио, 17-й герцог де Альбуркерке (1886–1942)                             | Мигель Осорио, 17-й герцог де Альбуркерке (1886–1942)                             | Мигель Осорио, 17-й герцог де Альбуркерке (1886–1942)                             |  |  | Мария Кристина Осорио, 6-я герцогиня де Альхете (1897–1975)                                                       | Мария Кристина Осорио, 6-я герцогиня де Альхете (1897–1975)                                                       | Мария Кристина Осорио, 6-я герцогиня де Альхете (1897–1975)                                                       | Мария Кристина Осорио, 6-я герцогиня де Альхете (1897–1975)                                                       | Мария Кристина Осорио, 6-я герцогиня де Альхете (1897–1975)                                                       | Мария Кристина Осорио, 6-я герцогиня де Альхете (1897–1975)                                                       |  |  |  |  |  |  |  |  |  |  |
|                                                                            |                                                                            |                                                                            |                                                                            |                                                                            |                                                                            |  |  | Бельтран Осорио, 18-й герцог де Альбуркерке, 8-й герцог де Альхете (1918–1994)              | Бельтран Осорио, 18-й герцог де Альбуркерке, 8-й герцог де Альхете (1918–1994)    | Бельтран Осорио, 18-й герцог де Альбуркерке, 8-й герцог де Альхете (1918–1994)    | Бельтран Осорио, 18-й герцог де Альбуркерке, 8-й герцог де Альхете (1918–1994)    | Бельтран Осорио, 18-й герцог де Альбуркерке, 8-й герцог де Альхете (1918–1994)    | Бельтран Осорио, 18-й герцог де Альбуркерке, 8-й герцог де Альхете (1918–1994)    |  |  | Хосе Фернандес де Вильявисенсио, 7-й герцог де Альхете, 16-й маркиз де Вальесеррато (род. 1919)                   | Хосе Фернандес де Вильявисенсио, 7-й герцог де Альхете, 16-й маркиз де Вальесеррато (род. 1919)                   | Хосе Фернандес де Вильявисенсио, 7-й герцог де Альхете, 16-й маркиз де Вальесеррато (род. 1919)                   | Хосе Фернандес де Вильявисенсио, 7-й герцог де Альхете, 16-й маркиз де Вальесеррато (род. 1919)                   | Хосе Фернандес де Вильявисенсио, 7-й герцог де Альхете, 16-й маркиз де Вальесеррато (род. 1919)                   | Хосе Фернандес де Вильявисенсио, 7-й герцог де Альхете, 16-й маркиз де Вальесеррато (род. 1919)                   |  |  |  |  |  |  |  |  |  |  |
|                                                                            |                                                                            |                                                                            |                                                                            |                                                                            |                                                                            |  |  | Бельтран Осорио, 18-й герцог де Альбуркерке, 8-й герцог де Альхете (1918–1994)              | Бельтран Осорио, 18-й герцог де Альбуркерке, 8-й герцог де Альхете (1918–1994)    | Бельтран Осорио, 18-й герцог де Альбуркерке, 8-й герцог де Альхете (1918–1994)    | Бельтран Осорио, 18-й герцог де Альбуркерке, 8-й герцог де Альхете (1918–1994)    | Бельтран Осорио, 18-й герцог де Альбуркерке, 8-й герцог де Альхете (1918–1994)    | Бельтран Осорио, 18-й герцог де Альбуркерке, 8-й герцог де Альхете (1918–1994)    |  |  | Хосе Фернандес де Вильявисенсио, 7-й герцог де Альхете, 16-й маркиз де Вальесеррато (род. 1919)                   | Хосе Фернандес де Вильявисенсио, 7-й герцог де Альхете, 16-й маркиз де Вальесеррато (род. 1919)                   | Хосе Фернандес де Вильявисенсио, 7-й герцог де Альхете, 16-й маркиз де Вальесеррато (род. 1919)                   | Хосе Фернандес де Вильявисенсио, 7-й герцог де Альхете, 16-й маркиз де Вальесеррато (род. 1919)                   | Хосе Фернандес де Вильявисенсио, 7-й герцог де Альхете, 16-й маркиз де Вальесеррато (род. 1919)                   | Хосе Фернандес де Вильявисенсио, 7-й герцог де Альхете, 16-й маркиз де Вальесеррато (род. 1919)                   |  |  |  |  |  |  |  |  |  |  |
|                                                                            |                                                                            |                                                                            |                                                                            |                                                                            |                                                                            |  |  | Хуан Мигель Осорио, 19-й герцог де Альбуркерке, 9-й герцог де Альхете (род. 1958)           | Хуан Мигель Осорио, 19-й герцог де Альбуркерке, 9-й герцог де Альхете (род. 1958) | Хуан Мигель Осорио, 19-й герцог де Альбуркерке, 9-й герцог де Альхете (род. 1958) | Хуан Мигель Осорио, 19-й герцог де Альбуркерке, 9-й герцог де Альхете (род. 1958) | Хуан Мигель Осорио, 19-й герцог де Альбуркерке, 9-й герцог де Альхете (род. 1958) | Хуан Мигель Осорио, 19-й герцог де Альбуркерке, 9-й герцог де Альхете (род. 1958) |  |  | Хосе Фернандес де Вильявисенсио, 6-й маркиз де Лариос (род. 1955) С правопреемством в доме маркизов Вальесеррато. | Хосе Фернандес де Вильявисенсио, 6-й маркиз де Лариос (род. 1955) С правопреемством в доме маркизов Вальесеррато. | Хосе Фернандес де Вильявисенсио, 6-й маркиз де Лариос (род. 1955) С правопреемством в доме маркизов Вальесеррато. | Хосе Фернандес де Вильявисенсио, 6-й маркиз де Лариос (род. 1955) С правопреемством в доме маркизов Вальесеррато. | Хосе Фернандес де Вильявисенсио, 6-й маркиз де Лариос (род. 1955) С правопреемством в доме маркизов Вальесеррато. | Хосе Фернандес де Вильявисенсио, 6-й маркиз де Лариос (род. 1955) С правопреемством в доме маркизов Вальесеррато. |  |  |  |  |  |  |  |  |  |  |
|                                                                            |                                                                            |                                                                            |                                                                            |                                                                            |                                                                            |  |  | Хуан Мигель Осорио, 19-й герцог де Альбуркерке, 9-й герцог де Альхете (род. 1958)           | Хуан Мигель Осорио, 19-й герцог де Альбуркерке, 9-й герцог де Альхете (род. 1958) | Хуан Мигель Осорио, 19-й герцог де Альбуркерке, 9-й герцог де Альхете (род. 1958) | Хуан Мигель Осорио, 19-й герцог де Альбуркерке, 9-й герцог де Альхете (род. 1958) | Хуан Мигель Осорио, 19-й герцог де Альбуркерке, 9-й герцог де Альхете (род. 1958) | Хуан Мигель Осорио, 19-й герцог де Альбуркерке, 9-й герцог де Альхете (род. 1958) |  |  | Хосе Фернандес де Вильявисенсио, 6-й маркиз де Лариос (род. 1955) С правопреемством в доме маркизов Вальесеррато. | Хосе Фернандес де Вильявисенсио, 6-й маркиз де Лариос (род. 1955) С правопреемством в доме маркизов Вальесеррато. | Хосе Фернандес де Вильявисенсио, 6-й маркиз де Лариос (род. 1955) С правопреемством в доме маркизов Вальесеррато. | Хосе Фернандес де Вильявисенсио, 6-й маркиз де Лариос (род. 1955) С правопреемством в доме маркизов Вальесеррато. | Хосе Фернандес де Вильявисенсио, 6-й маркиз де Лариос (род. 1955) С правопреемством в доме маркизов Вальесеррато. | Хосе Фернандес де Вильявисенсио, 6-й маркиз де Лариос (род. 1955) С правопреемством в доме маркизов Вальесеррато. |  |  |  |  |  |  |  |  |  |  |
|                                                                            |                                                                            |                                                                            |                                                                            |                                                                            |                                                                            |  |  | Беатрис Осорио и Латорре (род. 1988)                                                        |                                                                                   |                                                                                   |                                                                                   |                                                                                   |                                                                                   |  |  | | | | | | |  |  |  |  |  |  |  |  |  |  |